# Bonneuil-les-Eaux
Bonneuil-les-Eaux és un municipi francès, situat al departament de l'Oise i a la regió dels Alts de França. L'any 2007 tenia 804 habitants.

## Demografia

### Població
El 2007 la població de fet de Bonneuil-les-Eaux era de 804 persones. Hi havia 302 famílies de les quals 60 eren unipersonals (28 homes vivint sols i 32 dones vivint soles), 99 parelles sense fills, 127 parelles amb fills i 16 famílies monoparentals amb fills.
La població ha evolucionat segons el següent gràfic:
Habitants censats

### Habitatges
El 2007 hi havia 336 habitatges, 301 eren l'habitatge principal de la família, 16 eren segones residències i 19 estaven desocupats. 335 eren cases i 1 era un apartament. Dels 301 habitatges principals, 253 estaven ocupats pels seus propietaris, 41 estaven llogats i ocupats pels llogaters i 7 estaven cedits a títol gratuït; 5 tenien dues cambres, 45 en tenien tres, 91 en tenien quatre i 160 en tenien cinc o més. 216 habitatges disposaven pel capbaix d'una plaça de pàrquing. A 130 habitatges hi havia un automòbil i a 144 n'hi havia dos o més.

### Piràmide de població
La piràmide de població per edats i sexe el 2009 era:
| Homes | Edats   | Dones |
| ----- | ------- | ----- |
| 0     | 95 o +  | 0     |
| 0     | 90 a 94 | 0     |
| 0     | 85 a 89 | 0     |
| 8     | 80 a 84 | 4     |
| 16    | 75 a 79 | 12    |
| 12    | 70 a 74 | 36    |
| 12    | 65 a 69 | 12    |
| 12    | 60 a 64 | 16    |
| 28    | 55 a 59 | 12    |
| 32    | 50 a 54 | 40    |
| 16    | 45 a 49 | 24    |
| 36    | 40 a 44 | 40    |
| 44    | 35 a 39 | 32    |
| 8     | 30 a 34 | 24    |
| 16    | 25 a 29 | 4     |
| 20    | 20 a 24 | 16    |
| 32    | 15 a 19 | 40    |
| 32    | 10 a 14 | 36    |
| 20    | 5 a 9   | 28    |
| 32    | 0 a 4   | 12    |

## Economia
El 2007 la població en edat de treballar era de 510 persones, 346 eren actives i 164 eren inactives. De les 346 persones actives 312 estaven ocupades (187 homes i 125 dones) i 34 estaven aturades (12 homes i 22 dones). De les 164 persones inactives 64 estaven jubilades, 41 estaven estudiant i 59 estaven classificades com a «altres inactius».

### Ingressos
El 2009 a Bonneuil-les-Eaux hi havia 303 unitats fiscals que integraven 822 persones, la mediana anual d'ingressos fiscals per persona era de 17.776 €.

### Activitats econòmiques
Dels 25 establiments que hi havia el 2007, 2 eren d'empreses alimentàries, 2 d'empreses de fabricació d'altres productes industrials, 6 d'empreses de construcció, 5 d'empreses de comerç i reparació d'automòbils, 1 d'una empresa d'informació i comunicació, 3 d'empreses financeres, 2 d'empreses immobiliàries, 3 d'empreses de serveis i 1 d'una entitat de l'administració pública.
Dels 8 establiments de servei als particulars que hi havia el 2009, 1 era un paleta, 1 guixaire pintor, 2 fusteries, 1 lampisteria, 2 electricistes i 1 agència immobiliària.
Dels 2 establiments comercials que hi havia el 2009, 1 era una botiga de menys de 120 m² i 1 una llibreria.
L'any 2000 a Bonneuil-les-Eaux hi havia 21 explotacions agrícoles.

## Equipaments sanitaris i escolars
El 2009 hi havia una escola elemental.

## Poblacions més properes
El següent diagrama mostra les poblacions més properes.